# Mzamza Janoubia
Mzamza Janoubia  (in arabo امزامزة الجنوبية‎?) è un centro abitato e comune rurale del Marocco situato nella provincia di Settat, regione di Casablanca-Settat. Conta una popolazione di 20 802 abitanti (censimento 2014).